# Fossa Nera
Fossa Nera è un'area archeologica situata nella Piana di Lucca, nel comune di Porcari, nella cosiddetta "Piana delle cento fattorie", tra i Monti Pisani, le Colline delle Cerbaie e l'Altopiano delle Pizzorne. In questo territorio si conservano i resti consistenti di due villae rurali di età romana (II secolo a.C.) la cui attività cessò definitivamente in età tardoantica; tuttavia, le indagini archeologiche, condotte a partire dal 1987, hanno rivelato inaspettatamente anche tracce insediative riferibili ad età molto più antiche. In tal modo, la piana di Lucca si denota fin dall'età del Bronzo come luogo prediletto per insediamenti inseriti nel crocevia di traffici e contatti che uniscono il territorio italico nelle varie epoche storiche.
Il territorio, comprendente i siti di Fossa Nera e del Palazzaccio, è stato sottoposto a vincolo paesaggistico-archeologico ai sensi della legge 431/1985 art. 1 lettera m.

## La fase di insediamento protostorico
Il sito di Fossa Nera prende il nome dalla fossa che delimita lo scavo ad oriente, indagato da Alessandro Zanini nel 1984. La Valle del Serchio ha rappresentato per questa zona una felice via di transito verso la Pianura Padana fin dai tempi preistorici. Lo strato protostorico venne intercettato fra i 2,60 m e i 3,10 m dal piano di campagna costituito da limi sabbiosi e torba nerastri, nei quali fu però possibile distinguere nettamente lo strato antropizzato. Da indagini archeologiche e sondaggi geognostici si è tentato di capire quale sia stata la dinamica della copertura del sito in questione; questo venne probabilmente intaccato più volte da sovralluvionamenti esterni ai due vicini paleoalvei del Serchio e del Lima a causa di un generale deterioramento climatico innescato, secondo alcuni autori, dall'oscillazione fredda Löbben, avvenuta fra il 1500 e il 1000 a.C.
Fino alla scoperta di Fossa Nera, non si era mai ipotizzata la presenza di insediamenti vitali già a partire dall'età del Bronzo, testimoniati, invece, dal ritrovamento di una notevole quantità di materiale archeologico nel corso degli scavi. I vari “dominii” dei paleoalvei e sub-alvei dell'Auser hanno regalato sorprese che gli studiosi mai si sarebbero aspettati, come un probabile villaggio della fine dell'età del Bronzo-inizi età del Ferro di almeno dodici unità abitative, ricchissimo di materiali. Altri materiali dell'età del Bronzo Medio–Recente affiorarono non lontano, per una lunghezza di cento metri, ai piedi delle Cerbaie nord-orientali in località Il Poggetto, presso Orentano; data la loro posizione pedecollinare, potrebbero riferirsi ad insediamenti di tipo rivierasco o perilacustre. Nuovamente nella primavera del 1996, in occasione dello scavo per la posa di un metanodotto in località Palazzaccio, alla profondità di 2 m circa venne ritrovato un fondo di capanna databile al Bronzo Medio e scavato dalla Soprintendenza Archeologica per la Toscana.

## Il materiale archeologico
Il dato più innovativo di questo insediamento dell'età del Bronzo è la consistente attestazione vasi che richiamano tipologie dell'Italia settentrionale, in particolare dell'area dell'Appennino Tosco-Emiliano e dell'area Padana.
Fra i reperti rinvenuti si annovera un nucleo di manufatti trovati dentro a una ciotola, interpretata come piccolo ripostiglio per contenere pezzi defunzionalizzati. Si tratta di uno spillone finemente decorato a fasce orizzontali di frange con motivi angolari, una torque con decorazione a tortiglione e un piccolo ferma trecce inciso. In stato frammentario erano invece una fibula ed un cerchio raggiato, quest'ultimo interpretato come possibile pendente grazie ad alcuni confronti con quelli diffusi in area lombarda e transalpina.
Da Fossa Nera provengono anche quattro vaghi d'ambra che per forma e tipo di perforazione rimandano ad oggetti simili del ripostiglio di Gualdo Tadino databili alla media età del Bronzo.
È stata trovata una ingentissima quantità di reperti fittili. Fra i tipi vascolari più significativi ricordiamo le ciotole in varie configurazioni (carenate con ansa sopraelevata a bastoncello con cornetti lungo le sommità caratteristiche dell'area padana; con larghe anse sopraelevate a nastro; ciotole con anse a spigolo mediano; ciotole carenate non decorate; ciotole emisferiche con ansa a bastoncello), tazze ed olle. L'identicità delle forme con i materiali ritrovati in Pisa a S. Zeno permette di datare il tutto alla fase iniziale della media età del Bronzo, e trova una buona corrispondenza con l'area padana.

## La fase di insediamento etrusco
L'abitato dell'età del Bronzo finale (XII-X secolo a.C.), individuato su un dosso della riva meridionale dell'Auser, era caratterizzato da uno strato di limo grigiastro e lievemente antropizzato ed era sigillato in alto da uno strato alluvionale sterile, frutto dell'attività esondativa del fiume nell'arco di 500 anni (tra l'inizio del X e l'inizio del V secolo a.C.). Durante questo periodo il sito di Fossa Nera non reca tracce di attività umana.
Intorno al 500 a.C. il territorio venne rioccupato da una comunità etrusca che edificò sulla parte più alta dello stesso dosso fluviale, lasciando tracce di abitazione oppure resti di servizi vari quali silos, fosse per la discarica del materiali, ecc.
In superfici molto limitate, a causa di sconvolgimenti dovuti alla presenza di strutture successive, è stato possibile documentare lacerti di muri e livelli frammentari di vita risalenti ad epoca tardoarcaica, databili intorno al 470-450 a.C. grazie ai frammenti di ceramica a figure rosse (è il caso, ad esempio, di uno spezzone di muro etrusco e della sua sedimentazione). Importante è la successione stratigrafica che testimonia, attraverso un sottile strato abbondantemente antropizzato, una prima fase di vita etrusca seguito da uno strato alluvionale con conseguenti distruzioni ed un temporaneo abbandono del sito, seguito, a sua volta, da un secondo livello caratterizzato da tracce di presenza etrusca e sigillato in alto dai sedimenti di quello che probabilmente fu l'evento distruttivo definitivo.
Più completo risulta lo scavo dei servizi etruschi dieci metri più a sud, in aree non coperte da strutture successive ed abbastanza profondi da non essere intaccati considerevolmente dagli interventi di epoca romana. Si tratta di due fosse contigue con orientamento est-ovest che, insieme, presentano una pianta a forma di 8 irregolare; entrambe sono interpretabili come silos. Accanto ad esse compare un'altra fossa circolare, più grande e più profonda delle precedenti, ma con lo stesso scopo di utilizzo; essa, infatti sostituì le altre due in un periodo tra il 500 e il 450 a.C.
A nord delle tracce di case etrusche, che sembrano essere presenti in numero esiguo (2-3) e di limitata estensione (non più di 80-100 m²), si aprono due discariche, una accanto all'altra, le quali hanno restituito importanti materiali, tra cui coppe in ceramica grigia, coppe in ceramica figulina bianco-giallastra, frammenti di ceramica attica, frammenti di anfore iono-marsigliesi e pezzi di pietra grigia estratta dai monti Flegrei. Tali reperti dimostrano che l'insediamento di Fossa Nera, sfruttando la valle fluviale Arno-Auser, era al centro di intensi scambi marittimi e che, forse con altri centri, fungeva da tappa di redistribuzione verso zone oltre-appenniniche.

## La fase di insediamento romana
In seguito all'abbandono del III secolo a.C. l'insediamento di Fossa Nera rimase spopolato fino al 170-150 a.C., quando prese avvio la prima colonizzazione del territorio da parte dei Romani. La fondazione della città di Luca (Lucca) intorno al 180 a.C. fece sì che l'agro circostante fosse diviso in centurie e distribuito ai coloni. Si cominciarono, quindi, a costruire fattorie all'interno del territorio centuriato (a questa fase appartiene Fossa Nera A) in prossimità dell'Auser, al fine di garantire l'approvvigionamento idrico ed il controllo del fiume, le cui esondazioni erano frequenti.
Una seconda colonizzazione si ebbe tra il 40 e il 27 a.C. quando Ottaviano espropriò le terre a Lucca per insediarvi i legionari. Le due fasi di colonizzazione si caratterizzano anche da una diversa pianificazione territoriale, riscontrabile a livello archeologico sia nelle tecniche di muratura, sia nel differente orientamento delle fattorie e dei loro ampliamenti.

### Fossa Nera A
Gli scavi archeologici, condotti per iniziativa del Comune di Porcari tra il 1987 e il 1996, hanno portato alla luce un sito pluristratificato con testimonianze che spaziano dalla media età del bronzo al V secolo d.C. Particolarmente interessante è stata la scoperta della fattoria romana denominata Fossa Nera A, la cui nascita risale alla prima colonizzazione tra il 170 e il 150 a.C.
Essa sorge su un dosso livellato appositamente, e presenta la tipica planimetria quadrata della casa rurale tardo-repubblicana (circa m 45x45), con fondazioni di ciottoli fluviali ed un alzato in blocchi di arenaria. Considerando lo spessore delle fondazioni e una probabile scala d'accesso, la struttura doveva prevedere un alzato di due piani. Gli ambienti venuti alla luce dagli scavi si articolano intorno ad una corte centrale (ambiente B) cui si accede da una fauces ad oriente. Di particolare interesse per conoscere l'economia della fattoria è l'ambiente A, situato nell'angolo nord-occidentale della casa, in cui è stato ritrovato un cordolo in laterizi che delimita un pavimento in cocciopesto, collegato tramite un tubo di terracotta al tino di raccolta. Quest'ultimo era posto a nord-ovest della casa, in un ambiente esterno che, probabilmente, era coperto da tetto a spiovente a protezione di botti, di altri attrezzi e del tino stesso. In questo ambiente è presente una piccola vasca in ceramica e pareti in cocciopesto. Si tratta di un ambiente destinato alla spremitura dell'uva e alla produzione di vino; la capacità stimata della vasca dell'ambiente A è di circa 180 hl, il che fa pensare che la maggior parte dei 12,5 ettari di terreno assegnati a ciascun colono fosse indirizzata alla viticoltura e alla produzione di vino, il quale, poi, sarebbe confluito a Roma
La planimetria di Fossa Nera A durante la prima fase di colonizzazione ricalca modelli insediativi diffusi in tutto l'ambito italico rurale.
La fattoria subisce degli interventi di consolidamento (viene ricostruita la fondazione nord-orientale) e di ampliamento durante la seconda colonizzazione dell'agro, a partire circa dal 30 a.C.; al corpo già esistente viene annessa un'ala rettangolare di circa m 20x60 (ambiente Q).
Le due fasi di costruzione e di ampliamento della fattoria sono ben identificabili grazie alle diverse tecniche di muratura: non vengono più utilizzati solo ciottoli a secco, ma anche laterizi e pietre legati insieme da calce e graniglia. Inoltre, varia la declinazione dei muri posti sull'asse nord-sud rispetto a quella della fase precedente. In questa seconda fase di vita della fattoria anche la vocazione agricola subisce una cambiamento: il livellamento del terreno a est e ad ovest della casa per la successiva costruzione di grandi aie con tegole piane e la nascita di un pozzo circolare ci informano di come l'economia di Fossa Nera A si basasse adesso anche sulla cerealicoltura.
Una terza ed ultima fase di vita della fattoria si data, in base ai ritrovamenti ed agli scavi archeologici, fra il IV e il V secolo d.C., in tarda età imperiale: Fossa Nera A viene abbandonata, anche se continua ad essere luogo di ricetto per alcuni individui, forse pastori, che continuano ad utilizzare anche il pozzo da cui attingono acqua, come dimostrano i ritrovamenti di alcune brocche tipiche di questo periodo.

### Fossa Nera B
La fattoria di Fossa Nera B è stata oggetto di campagne di scavo dal 1999 al 2005, sotto il patrocinio dell'UNESCO a partire dall'anno 2000.
Dagli scavi del 1999 sono emerse le fondazioni di una costruzione tardo-repubblicana (200-175 a.C.) i cui alzati, mantenutisi in alcune parti, sono formati da grandi blocchi di arenaria di vario tipo e di provenienza locale, legati a secco. Sebbene l'azione degli aratri abbia dissestato gran parte degli alzati, la planimetria della fattoria risulta ben chiara, così come la cronologia delle varie fasi di vita. La costruzione avvenne in età tardo-repubblicana, come dimostrano i muri costruiti con il solo utilizzo di arenarie, calce e graniglia (come quella trovata in Fossa Nera A); le murature di questa fase condividono lo stesso orientamento del tratto di mura lucchese del 180 a.C., a conferma della contemporaneità delle due opere.
Vi furono altre due fasi di vita della fattoria: quella della ristrutturazione (intorno al 30 a.C.) e quella di abbandono (databile al 100 d.C. circa). Dai reperti archeologici e dalle caratteristiche dei pavimenti e degli alzati, è possibile affermare che il corpo settentrionale era ad uso residenziale, mentre il settore meridionale aveva una vocazione operativa: nel settore nord è stato individuato un cortile centrale su cui si affacciano i vari vani, tra cui anche un ambiente, probabilmente di uso commerciale, in cui sono stati ritrovati pesi da stadera. La parte meridionale, invece, ha restituito tracce di vani adibiti alla produzione di vino e a stalle.
Le strutture murarie della fattoria, la posizione strategica sulla riva dell'Auser e la presenza di contrafforti lungo i muri perimetrali inducono a pensare che Fossa Nera B fosse una fattoria fortificata, con ruolo produttivo e militare. Attraverso la stratigrafia sono state individuate quattro fasi di vita della fattoria-fortilizio (in particolare per quanto riguarda gli ambienti E, G, I, N): una prima fase tra III secolo a.C. ed il 175 circa a.C. in cui la sommità del dosso sull'Auser viene livellato per ospitare una costruzione lignea difensiva, forse temporanea (sono state trovate buche di palo e pavimento di terra battuta); la seconda fase vide l'innalzamento di strutture litiche; la terza, databile in età augustea, ha restituito molti reperti archeologici che testimoniano una situazione di forte antropizzazione; la quarta ed ultima fase si data intorno al 50 a.C. in cui Fossa Nera B viene dotata dell'impluvium in laterizi.

## La musealizzazione
La fattoria di Fossa Nera B è visitabile dal 2006, dopo essere stata oggetto di consolidamento delle strutture più deperibili. All'ottobre del 2014 risale l'allestimento di un nuovo percorso di visita grazie ai fondi provenienti dal progetto Accesit. Il parco, oltre ad aver rinnovato la cartellonistica,  ha anche cambiato nome da “Cento fattorie romane” ad “Area dell'ex lago di Sesto/Bientina”. I reperti ritrovati durante le fasi di scavo si trovano nei magazzini del Museo Nazionale di Villa Guinigi a Lucca, mentre alcuni dei reperti recuperati in superficie sono esposti nella Mostra Archeologica Permanente di Porcari.